# Alcina

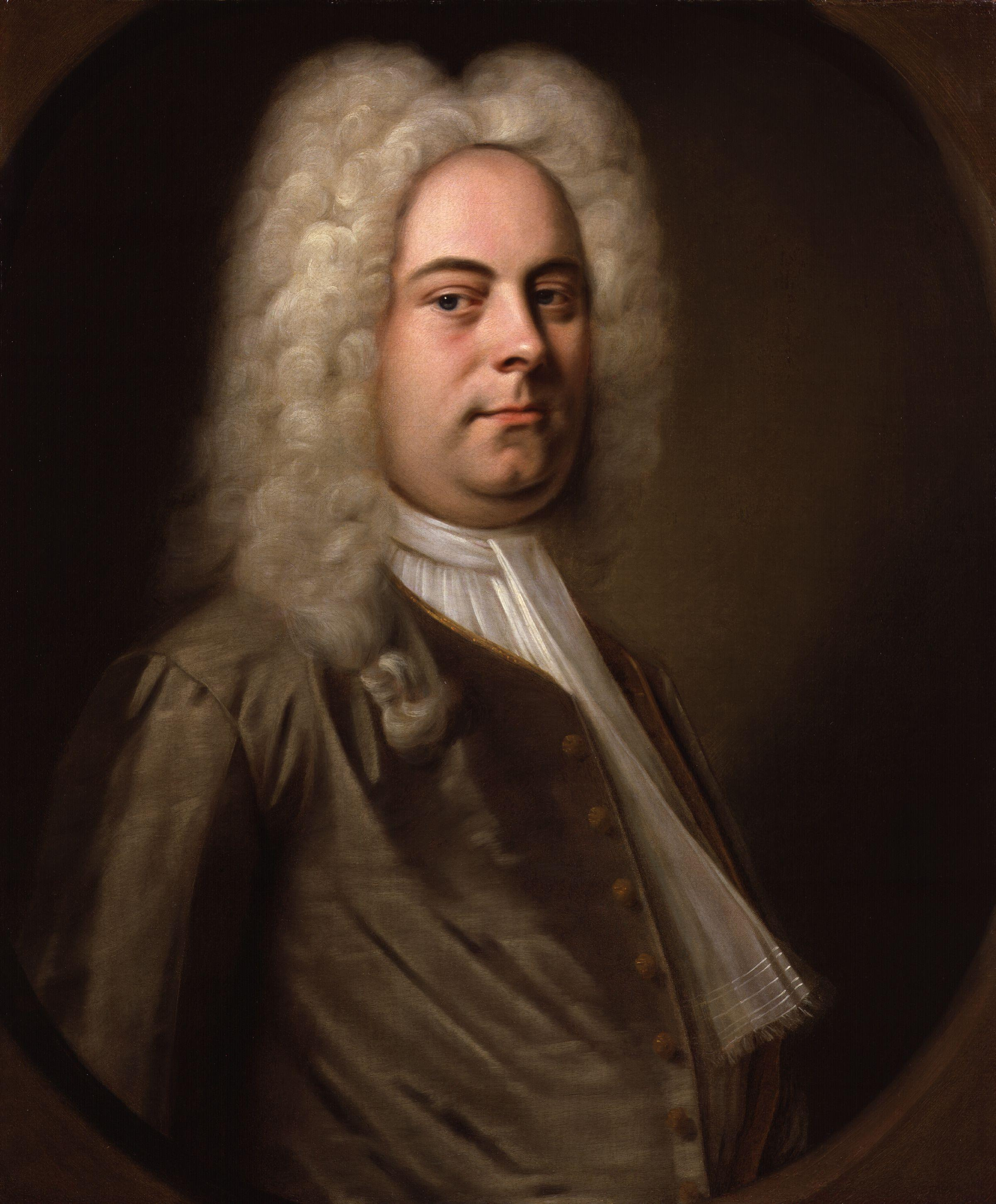
Georg Friedrich Händel

Alcina (HWV 34) är en opera seria i tre akter med musik av Georg Friedrich Händel. Librettoförfattaren är okänd, men temat är, liksom i dessa Händeloperorna Orlando och Ariodante, från Ludovico Ariostos Orlando furioso, en episk dikt skriven vid tiden för Karl den stores krig mot morerna.

## Historia
Alcina var Händels andra opera för det nyuppförda Covent Garden Theatre i London. För att kunna konkurrera med Opera of the Nobility måste han skapa ett verk med stora dans- och körscener och med möjlighet till många scentekniska finesser och praktkostymer. Liksom i Ariodante komponerades dansscenerna för Marie Sallé. Alcina innehåller även några av Händels svåraste arior som kräver virtuos sångteknik. Operan hade premiär i London den 16 april 1735 och spelades 18 gånger. Liksom tonsättarens övriga verk i opera seria-genren föll den i glömska och efter en nypremiär i Braunschweig 1738, spelades den igen inte förrän i Leipzig 1928.
Den australiska sopranen Joan Sutherland sjöng rollen i en uppsättning av Franco Zeffirelli i vilken hon gjorde sin debut på La Fenice i Venedig i februari 1960 och på operan i Dallas i november samma år.
Den svenska premiären ägde rum på Kungliga Operan i Stockholm den 14 april 1959. Den sattes upp på Göteborgsoperan med premiär den 5 februari 2011.

## Roller
| Roll                                     | Röstläge             | Rollbesättning vid premiären 16 april 1735 (Dirigent: Händel) |
| ---------------------------------------- | -------------------- | ------------------------------------------------------------- |
| Alcina, trollkvinna                      | sopran               | Anna Maria Strada del Po                                      |
| Morgana, hennes syster                   | sopran               | Cecilia Young                                                 |
| Oberto, en pojke på jakt efter sin fader | gossopran            | William Savage                                                |
| Ruggiero, en riddare                     | mezzo-sopran kastrat | Giovanni Carestini                                            |
| Bradamante                               | mezzo-sopran         | Maria Caterina Negri                                          |
| Orontë, Morganas älskare                 | tenor                | John Beard                                                    |
| Melisso, Ruggieros gamle lärare          | bas                  | Gustavus Waltz                                                |

## Handling

### Akt I
Trollkvinnan Alcina härskar på en ö där hon har förvandlat alla sina försmådda älskare till klippor. Hon har förhäxat Ruggiero vars älskade Bradamante, förklädd till sin bror Ricciardo, letar efter den försvunne Ruggiero och har strandat på Alcinas ö. Ruggiero känner inte igen henne. Alcinas syster Morgana förälskar sig i den förmente Ricciardo, och då blir Alcinas fältherre Oronte svartsjuk. Han är själv förälskad i Morgana. Han intalar därför Ruggiero att Alcina har förälskat sig i Ricciardo, men hon bedyrar att hon fortfarande älskar Ruggiero, vilken dock alltjämt är svartsjuk på Ricciardo.

### Akt II
Bradamantes ledsagare Melisso, som är förklädd till Ruggieros lärare Atlante, ger Ruggiero en ring som upphäver Alcinas förtrollning, men han känner ändå inte igen Bradamante. Alcina är alltjämt förälskad i Ruggiero och vill därför använda sin trolldom över den hon tror är Ricciardo men då förklarar Ruggiero att han har blivit botad från sin svartsjuka.

### Akt III
Oberto är son till en av Alcinas tidigare älskare och letar efter sin far. Nu får Oberto veta att han snart skall möta honom. Oronte berättar att Ruggiero och Bradamante har flytt, men Ruggiero vill först befria alla de förhäxade älskarna. I den efterföljande striden förlorar Alcinas här men då hetsar hon ett lejon mot Oberto som dock hinner få klart för sig att det är hans förhäxade far, och han slungar i stället sitt spjut mot Alcina. Då Ruggiero kommer fram och krossar trollgrytan sjunker Alcina och hennes ö i jorden, och alla klipporna förvandlas till män igen.